# Хемніцер Іван Іванович
Хемніцер Іван Іванович (5 [16] січня 1745, Єнотаєвська фортеця, Астраханська губернія — 19 [30] березня 1784, Бурнаєв, під Смірною) — російський поет і перекладач, дипломат; викладач Санкт-Петербурзького гірничого училища. Член Академії Російської (1784). Генеральний консул у Смирні (1782—1784).
Найбільш значний російський байкар до Івана Крилова. Збірник його байок перевидавався в кінці XVIII — першій половині XIX століття кілька десятків разів.
Займався з батьком арифметикою, латинською та німецькою мовами. У віці шести років почав вчитися в синтаксичному класі школи пастора Нейбауера в Астрахані. Російською мовою, арифметикою і геометрією займався, беручи приватні уроки. З малих років відрізнявся талантом і великою старанністю. З 1755 року жив з матір'ю в Санкт-Петербурзі, займався зі шкільним учителем; у 1756 році, коли в столицю переїхав і батько, Іван Хемніцер став жити як пансіонер і брати уроки у вчителя латинської мови в лікарському училищі.
Всупереч волі батька 27 червня [8 липня] 1757 року у віці 12 років записався солдатом у Нотебурзький піхотний полк. Брав участь у Семирічній війні.

12 [23] травня 1762 року був призначений ад'ютантом до генерал-майора графа Федора Андрійовича Остермана, 1 [12] січня 1766 року одержав звання поручика, в 1769 році був кур'єром при головнокомандувачі армії (генерал-аншеф князь Олександр Михайлович Голіцин).
Вийшовши у відставку, Хемніцер влаштувався на службу в гірниче відомство (Берг-колегію).

Хемніцер був серед членів вченого зібрання гірничого училища, займався перекладами праць з гірничої справи, поклавши початок виробленню спеціальної російської термінології в цій галузі. Він вів заняття з французької та німецької мов.
У 1782 році був призначений генеральним консулом у Смирні (сучасна назва — Ізмір). Помер у Смирні 20 (31) березня 1784 року (за іншими даними — 19 (30) березня 1784 року).